# Ernest Guglielminetti
Ernest Guglielminetti (* 23. November 1862 in Glis; † 20. Februar 1943 in Genf) war ein Schweizer Arzt, Erfinder und Ehrenbürger von Brig-Glis.
Guglielminetti studierte Medizin in Brig, Freiburg im Üechtland und Bern. Dieses Studium schloss er 1885/86 mit einer Promotion ab.

## Teerstrassen
Guglielminetti arbeitete als Arzt auf Java und Borneo. Er lernte in Indien die Gebäudeabdichtung mittels Teer kennen. Daraus entwickelte er eine Vorläufermethode der heutigen Asphaltierung von Strassen. Als Arzt in Monaco liess Guglielminetti am 13. März 1902 dort zur Staubbekämpfung 40 Meter Strasse mit heissem Teer bestreichen. Dieses Verfahren wurde dann in vielen weiteren Ländern ebenfalls angewendet, was Guglielminetti den Beinamen Dr. Goudron (französisch für ‚Teer‘) einbrachte.

## Atemgeräte

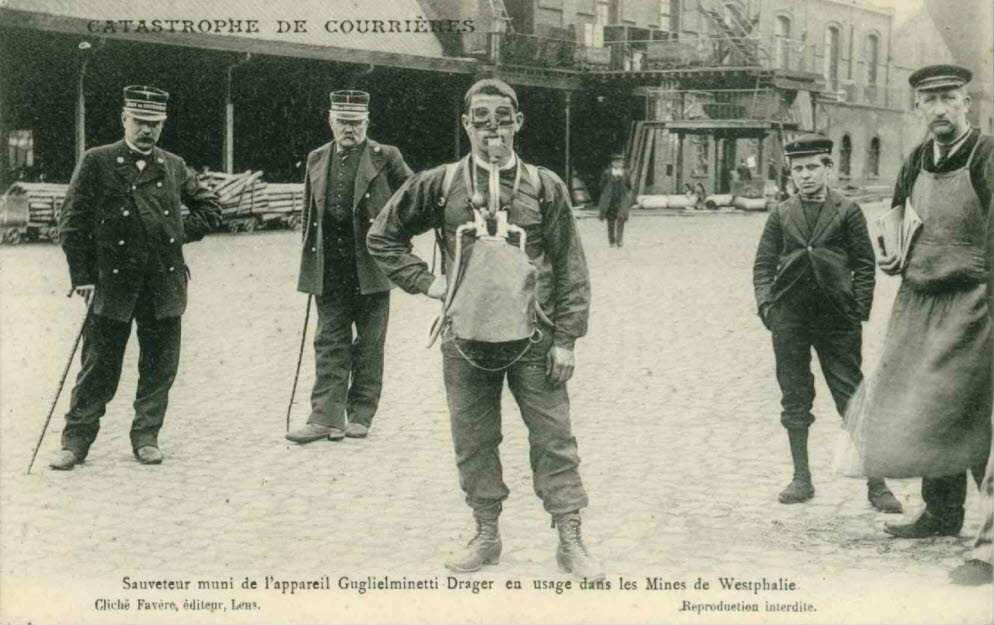
Das Atemgerät Guglielminetti-Dräger

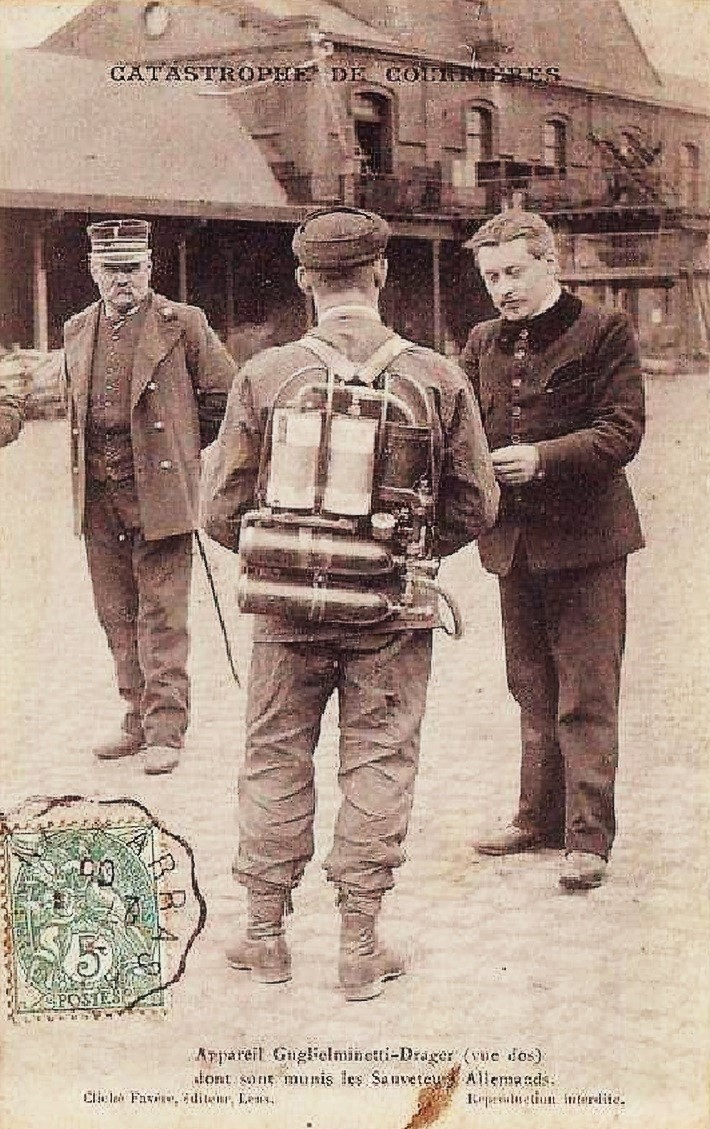
Das Atemgerät Guglielminetti-Dräger

Des Weiteren gilt er als Erfinder des Atemgeräts für Bergsteiger, Feuerwehr, Piloten und Taucher.
Im nordfranzösischen Département Pas-de-Calais ereignete sich am 10. März 1906 das Grubenunglück von Courrières. 1.099 Bergleute starben (bis heute die grösste Bergwerkskatastrophe Europas). In der Grube gab es keine Atemgeräte. Eine Rettungsmannschaft von 25 Freiwilligen – deutsche Grubenwehrmänner von den Zechen Shamrock (Herne) und Rheinelbe (Gelsenkirchen) reisten nach Courrières. Dank ihrer Geräte konnten sie in die Gasschwaden vordringen; sie bargen dort zahlreiche Tote.
Die Katastrophe und die Rettungsaktion fanden damals weltweit Aufmerksamkeit; Fotos wie die rechts abgebildeten erschienen in Zeitungen. Sie machten den Nutzen von Atemmasken im Bergbau augenscheinlich.
Die Atemmasken wurden in Frankreich als Appareil Guglielminetti-Drager – gemeint war Johann Heinrich Dräger, der Gründer der Drägerwerke – bekannt.